# نوكيا 3710 فولد
نوكيا 3710 هو هاتف مميز تم تصنيعه بواسطة نوكيا. تم الإعلان عنه من قبل نوكيا في يونيو 2009، وتم إصداره في ديسمبر من ذات العام، تم الترحيب به باعتباره الخلف المباشر لـ Nokia 3610 fold، وهو الطراز السابق الذي تم إطلاقه في نهاية عام 2008.

## قياسات
مقاس 89 × 47 × 15.2 مم، 54 سم مكعب (3.50 × 1.85 × 0.60 بوصة)، 2.2 بوصة (~ 35.8% نسبة الشاشة إلى الجسم) ويزن 94 جرامًا. كانت تبلغ دقتها 240 × 320 بكسل (مع كثافة بكسلات تبلغ حوالي 182 نقطة في البوصة).

## المواصفات الفنية
يحتوي الهاتف على ذاكرة 2000 إدخال، وذاكرة داخلية 70 ميجا بايت. تتميز الكاميرا الأساسية بدقة 3.2 ميجابكسل وفلاش LED وتركيز ثابت محسّن. والثانوية كانت كاميرا فيديو VGA. كان يحتوي على ثلاثة أنواع مختلفة من التنبيه: نغمات متعددة الألحان قابلة للتنزيل ونغمات MP3 والاهتزاز. كما أنها تتميز بمكبر صوت ومقبس صوت 2.5 مم و A-GPS وراديو FM ستيريو (RDS) و microUSB v.2.0. كما أنها تستفيد من تقنية UMTS.

## ميزات أخرى
يحتوي Nokia 3710 أيضًا على هذه الميزات: SMS، MMS، البريد الإلكتروني، سعة رسائل IM؛ متصفحات WAP 2.0 / xHTML و HTML و Adobe Flash Lite و MIDP 2.1 - مشغل MP3 / eAAC + / WAV / WMA ومشغل MP4 / WMV / H.264 ومنظم وأمر صوتي / طلب / مذكرة وإدخال نص تنبؤي وجافا. كان يحتوي على لوحة مفاتيح رقمية ومفاتيح ناعمة. متوفر بألوان الأسود والوردي والبرقوق، ويمكن تشغيل الموسيقى لمدة تصل إلى 24 ساعة.